# عموره
عمورة (به عربی: عمورة) یک شهرداری در الجزایر است که در استان جلفه واقع شده‌است.

## خصوصیات
عمورة ۵٬۸۷۹ نفر جمعیت دارد.